# Вота
Вота (древнемакедонское и древнегреческое: Βοτά, что означает пасущееся животное, скот) — ежегодное празднование в честь греческого языческого бога Пана, покровителя скотины. Празднование Вота и Врумалия настолько были укоренены среди жителей империи, что христианская церковь постоянно боролась против языческих обычаев.
Трулльский собор (Шестой Вселенский собор, с точки зрения православия) в 691 году издал с этой целью 62 правило, в котором сказано:
«Так называемые календы, вота, врумалия и народное сборище в первый день месяца марта желаем совсем исторгнуть из жития верных. Такожде и всенародныя женския плясания, великий вред и пагубу наносить могущия, равно и в честь богов, ложно так Еллинами именуемых, мужеским или женским полом производимыя плясания и обряды, по некоему старинному и чуждому Христианскаго жития обычаю совершаемые, отвергаем и определяем: никакому мужу не одеваться в женскую одежду, ни жене в одежду мужа свойственную; не носить личин комических, или сатирических, или трагических; при давлении винограда в точилах не возглашать гнуснаго имени Диониса, и при вливании вина в бочки, не производить смеха, и, по невежеству, или в виде суеты, не делать того, что принадлежит к бесовской прелести. Посему тех, которые отныне, зная сие, дерзнут делать что-либо из вышесказаннаго, Если суть клирики, повелеваем извергать из священнаго чина, Если же миряне, отлучать от общения церковнаго.»
Согласно толкованию этого правила, данному Феодором Вальсамоном, «Вота и Врумалия были еллинские праздники. Первый совершался в честь лжеименного бога Пана, имевшего наблюдение, как пустословили еллины, за пасомыми, то есть, за овцами и прочими животными. Вторый в честь Диониса, спасителя вина, как нечестиво говорили они. Ибо Врумий было прозвание Диониса».
На Западе Римской империи среди латинских народов подобный праздник получил название Луперкалии (латинский Луперк является аналогом греческого Пана).